# Aly & AJ
Aly & AJ （アリーアンドエイジェイ）は、アメリカ合衆国カリフォルニア州ロサンゼルス生まれの姉妹で構成されるデュオ。

## メンバー
- アリソン・ミシェルカ（Alyson Michalka、1989年3月25日- ）

- アマンダ・ミシェルカ（Amanda Michalka、1991年4月10日-　）

## 来歴
母親がシンガーソングライターという家庭に生まれる。幼少期はワシントン州シアトルで育つ。2人はそれぞれ6歳からピアノを習い始め、その後ギターも習い始める。この頃から2人で協力しながら曲を作るようになる。
2人の経歴は歌手からではなく女優業からである。歌手デビューのきっかけはレコード会社のスタッフの前で何曲かギターを弾きながら自分たちで作った曲を披露したことがきっかけで、それが気に入られデビューに至った。また、2006年「Into The Rush」で日本デビューを果たした。
そして、2007年11月7日には彼女達の3rdアルバム（日本では2ndアルバム）「Insomniatic」が発売される。アメリカでは2007年の7月に発売されたこのアルバムは、全米のビルボードチャートに衝撃を与える作品となった。そしてその中の「壊れそうな愛の歌」（原題「Potential Breakup Song」）が、日本のスリラー邦画「XX（エクスクロス） 魔境伝説」の主題歌として使用される。また、鈴木亜美が「鈴木亜美 Joins ALY&AJ」名義で11月28日にカヴァー曲としてシングルを発売している。

## エピソード
2007年12月に初来日し、「カートゥンKAT-TUN」に出演した。同放送では小島よしおのギャグである「おっぱぴー」や流行語である「どんだけぇ〜」などを披露していた。

## ディスコグラフィ
- Into The Rush (2005)
- Into The Rush Deluxe Edition (2006)
- Acoustic Hearts of Winter (2006)
- Insomniatic (2007)
- 78violet (2011)

## その他
- Electronic ArtsのシミュレーションPCゲーム、ザ・シムズ2のデータセット（拡張パック）の一つ、ザ・シムズ2 ペットライフ!（原題：The Sims 2 Pets）にある音楽に、Aly & AJの曲の一つであるChemicals Reactがゲーム中での言語、シム語（Simlish）に吹き替えられて歌われている。

- TVゲームXbox 360の北米版（日本未発売）Band Heroの中でLIKE WHOAが収録されている。